# コミックリズ
コミックリズ株式会社（英: Comic Ritz KK）は、東京都中央区に本社を置き、映画配給、日本原著作に基づく中国語版テレビドラマの制作および関連権利管理テレビドラマ制作・字幕制作・販売、及びECサイト運営管理を行う日本の企業である。

## 概要
映画製作及び日本原著作に基づく台湾テレビドラマの制作および関連権利管理テレビドラマ制作・字幕制作・販売・ECサイト運営管理を主たる業務とする。
アーティストマネジメント及びファンクラブ運営事業者リッツプロダクションはグループ会社である。グループ全体の企業理念は、「アジアが一つに繋がる懸け橋の一助となる」ことである。
代表作『流星花園～花より男子～』は、日本においての華流エンタメの認知度を高めたことで知られる。
また、このドラマで登場人物の『F4』を演じた4人による同名アイドルユニットF4は、日本をはじめアジアを中心に根強い人気を誇る。
『流星花園～花より男子～』のように、日本のコミックスが台湾でのドラマ化を経て日本へ逆輸入され、そのヒットを受けて日本でもドラマ化されるという例も多い。

## 作品

### ドラマ
- 『流星花園〜花より男子〜』
出演：F4
- 『流星雨』（道明寺、美作、西門それぞれが主役となった「流星花園」シリーズの番外篇短編ドラマ）
- 『山田太郎ものがたり〜貧窮貴公子〜』
- 『恋のめまい愛の傷〜烈愛傷痕〜』
- 『ピーチガール〜蜜桃女孩〜』
- 『流星花園Ⅱ〜花より男子〜』
- 『部屋においでよ〜Come to My Place〜』
- 『薔薇之恋〜薔薇のために〜』
- 『Love Storm〜狂愛龍捲風〜』
- 『朝倉くん ちょっと！』
- 『ツルモク独身寮〜単身宿舎連環泡〜』
- 『天空之城〜City of Sky〜』
- 『戦神〜MARS〜』
- 『Magic Ring〜愛情魔戒〜』
- 『魔蠍〜崩壊のカタルシス〜』
- 『イタズラなKiss〜惡作劇之吻〜』
- 『KO One〜終極一班〜』
- 『The Starry Night〜愛在星光燦爛時〜』
- 『悪魔で候〜惡魔在身邊〜』
- 『Reaching for the Stars〜真命天女〜』
- 『花ざかりの君たちへ～花様少年少女～』
- 『Silence〜深情密碼〜』
- 『東京ジュリエット〜東方茱麗葉〜』
- 『イタズラなKissⅡ〜惡作劇2吻〜』
- 『美味関係〜おいしい関係〜』
- 『ホントの恋の*見つけかた』
- 『ぴー夏がいっぱい』
- 『ろまんす五段活用〜公主小妹〜』
- 『君につづく道』
- 『天使のラブクーポン』
- 『笑うハナに恋きたる』
- 『桃花タイフーン!!』
- 『僕だけのプリンセス』
- 『インファナル・ラブ〜上海狂想曲〜』
- 『僕のSweet Devil』
- 『スターな彼』
- 『愛∞無限』
- 『パフェちっく！〜スイート・トライアングル〜』
- 『国民英雄-X』
- 『結婚って、幸せですか』
- 『進め！キラメキ女子』
- 『True Loveにご用心〜真愛找麻煩〜』
- 『シュガーケーキガーデン〜翻糖花園〜』
- 『アリスへの奇跡』
- 『スクリュー・ガール 一発逆転婚!!』
- 『臥薪嘗胆〜The Great RevivaL〜』

### 映画
- 『台北カフェ・ストーリー』
- 『ズーム・ハンティング』

## 関連会社
- リッツプロダクション